# Ryo Hasegawa
Ryo Hasegawa (長谷川 凌 Hasegawa Ryo?), född 21 april 1999 i Tokyo prefektur, är en japansk fotbollsspelare.
Hasegawa började sin karriär 2018 i Mito HollyHock.